# Stanisław Krzystyniak
Stanisław Michał Krzystyniak (ur. 17 września 1906 w Wojtkowej, zm. 18 lipca 1962 w Alton) – podpułkownik dyplomowany pilot, oficer Wojska Polskiego, kawaler Virtuti Militari.

## Życiorys
Syn Antoniego i Genowefy z Pawlików, miał czwórkę rodzeństwa (trzech braci i siostrę). Uczęszczał do Gimnazjum im. Seweryna Goszczyńskiego w Nowym Targu, gdzie 15 czerwca 1926 r. zdał egzamin maturalny. W październiku 1926 r. uczęszczał na kurs unitarny w Szkole Podchorążych Piechoty w Ostrowi Mazowieckiej. Szkołę Podchorążych Lotnictwa ukończył w 1929 r. z 23 lokatą i w stopniu podporucznika-obserwatora został skierowany do służby w 22 eskadrze liniowej 2 pułku lotniczego. W 1930 r. przeszkolił się w Centrum Wyszkolenia Oficerów Lotnictwa w zakresie pilotażu i powrócił do macierzystej jednostki jako pilot. W 1932 r. został awansowany na stopień porucznika. Na przełomie lat 1932/1933 pełnił funkcję oficera ewidencyjnego personelu pułku, w kwietniu 1933 r. został mianowany oficerem taktycznym 22 eskadry. W listopadzie 1933 r. objął obowiązki oficera technicznego eskadry, w styczniu 1935 r. został adiutantem dowódcy 2 pułku lotniczego. W kwietniu 1936 r., jako oficer techniczny, przeszedł do 26 eskadry towarzyszącej. W lutym 1937 r. został mianowany dowódcą III plutonu w 26 eskadrze, w październiku został jej dowódcą i pełnił tę funkcję do listopada 1938 r. Również w tym samym roku otrzymał awans na stopień kapitana. W składzie 26 eskadry wziął udział w akcji „Zaolzie”. Eskadrą dowodził do 26 listopada 1938 r. W marcu 1939 r., przed przyjęciem do Wyższej Szkoły Lotniczej, ukończył kurs próbny w Centrum Wyszkolenia Piechoty. W styczniu 1939 r. został przeniesiony na stanowisko komendanta lotniczego Przysposobienia Wojskowego przy Aeroklubie Krakowskim.
W czasie kampanii wrześniowej nie brał udziału w walkach, został ewakuowany z Bazą Lotniczą nr 2 do Rumunii, skąd przedostał się do Francji a następnie dotarł do Wielkiej Brytanii. Wstąpił do Polskich Sił Powietrznych, otrzymał numer służbowy RAF 76639. Po przeszkoleniu w 18 Operational Training Unit (OTU) otrzymał przydział do 301 dywizjonu bombowego. 22 grudnia 1940 r. wziął udział w swej pierwszej misji bojowej w składzie 301 dywizjonu – atakował zbiorniki z paliwem w Antwerpii. 3 stycznia 1941 r. został mianowany zastępcą dowódcy eskadry B dywizjonu 301, 18 czerwca objął dowodzenie nad eskadrą A. 1 kwietnia 1942 r. objął stanowisko dowódcy dywizjonu. Jego Wellington Z-1379 GR-J został uszkodzony przez artylerię przeciwlotniczą podczas nalotu na Dortmund w nocy z 14/15 kwietnia 1942 r. Pilotowi udało się doprowadzić samolot na macierzyste lotnisko i wylądować. Nocą 26 czerwca 1942 r., podczas nalotu 1000 bombowców na Bremę, jego Wellington Z-1479 GR-A został uszkodzony i wodował w rejonie Dornumergrode. Został uratowany przez niemiecką łódź ratunkową i z całą załogą trafił do obozu jenieckiego Stalag Luft III, w którym przebywał do zakończenia II wojny światowej. Po powrocie do Anglii ukończył VII kurs Wyższej Szkoły Lotniczej. Nie zdecydował się na powrót do rządzonej przez komunistów Polski, pozostał na emigracji. Znalazł zatrudnienie w Royal Air Force.
Zmarł 18 lipca 1962 r., został pochowany na Alton Cemetery w Hampshire.

## Życie prywatne
W Wielkiej Brytanii poślubił Lucy, z którą miał córkę Patrycję oraz syna Antoniego.

## Ordery i odznaczenia
Za swą służbę został odznaczony:
- Krzyż Srebrny Virtuti Militari nr 9094,
- Krzyż Walecznych – czterokrotnie,
- Medal Lotniczy – trzykrotnie.

## Upamiętnienie
W powieściach Janusza Meissnera Żądło Genowefy oraz L – jak Lucy występuje jako Góral. Uchwałą Rady Miasta Nowy Targ z dnia 14 czerwca 1973 r. jedna z jego ulic została nazwana jego imieniem.